# Helena Romer-Ochenkowska
Helena Romer-Ochenkowska ps. Scipio, Spectator, Widz (ur. 2 sierpnia 1875 w Wilnie, zm. 26 marca 1947 w Toruniu) – polska prozaiczka, publicystka, dramatopisarka oraz działaczka społeczna i oświatowa.

## Życiorys
Córka Alfreda Izydora Römera h. Laski i Wandy z Sulistrowskich h. Lubicz (ur. 1853). Ukończyła pensję panny Łucji Żeleszkiewicz w Krakowie, później Wyższą Szkołę Nauk Społecznych (École des Hautes Sciences Sociales) w Paryżu. Od 1897 organizowała na Wileńszczyźnie tajne szkolnictwo, czytelnie i biblioteki. Od 1906 współpracowała z gazetami wydawanymi w Wilnie (publikowała swoją twórczość: wiersze, nowele, szkice, recenzje, artykuły), od 1907 z „Kurierem Wileńskim”. W latach 1915–1916 wykładała w Wilnie na kursach popularnych. W 1919 została sekretarzem redakcji „Naszego Kraju”, a w latach 1920–1923 współpracowała z „Gazetą Krajową”. W latach 1925–1937 sprawowała funkcję sekretarza redakcji i stałej felietonistki „Kuriera Wileńskiego”. Pisała felietony do „Słowa”. Współpracowała także z czasopismami: „Źródła Mocy” (miesięcznik wileński), „Tygodnik Ilustrowany”, „Kobieta Współczesna” i „Bluszcz”. Przez sześć lat była wiceprzewodniczącą Związku Literatów w Wilnie.
W latach 1904–1906 była żoną Henryka Ochenkowskiego h. Grzymała (1872–1925).

## Wybrana twórczość[2]
- Karylla czyli miłość patriotyczna (1904) - dramat,
- Majaki (1911) - powieść,
- Swoi ludzie (1922) - zbiór nowel,
- Wesele na Wileńszczyźnie (1929) - dramat,
- Tutejsi (1931) - zbiór nowel,
- Rok 1863 na Litwie (1934) - dramat.

## Ordery i odznaczenia
- Krzyż Oficerski Orderu Odrodzenia Polski (27 listopada 1929)[3]
- Srebrny Wawrzyn Akademicki (5 listopada 1935)[4]
- Kawaler Orderu Palm Akademickich (Francja)